# PHP框架列表
这个页面列出可用的PHP框架。
- Agavi是一个开源的PHP框架，支持MVC设计模式。它并没有使用约定优于配置的设计范式，而是重在设计决策，以及更好的可伸缩性。
- ApPHP（页面存档备份，存于）是一个MVC的快速开发框架。
- AuraPHP是一个受到SolarPHP影响的PHP框架。
- AsgardPHP是一个灵活的，支持快速开发的MVC框架。
- Atomik Framework是一个PHP的微框架。
- CakePHP是一个开源的PHP框架，它支持MVC设计模式，其受到Ruby on Rails影响，并通过MIT许可证发行。
- ClanCats（页面存档备份，存于）是一个开源的PHP框架，支持HMVC模式.
- CodeIgniter是一套给PHP网站开发者使用的应用程序开发框架和工具包。它提供一套丰富的标准库以及简单的接口和逻辑结构，其目的是使开发人员更快速地进行项目开发。
- Core Framework是一个开源的PHP框架，支持PHP 5.4以上版本，可开发基于MVC的Web应用。
- Cygnite Framework（页面存档备份，存于）是一个强大的PHP框架，其Active Record受Ruby on Rails影响。
- DiscoPHP（页面存档备份，存于）是一个支持PHP 5.4以上版本的MVC框架。
- DooPHP（页面存档备份，存于）是一个快速高效的PHP框架。
- EagleHorn是一个快速、简洁的PHP框架。
- Fat-Free Framework是一个开源的PHP框架,它的设计结合了众多功能和易用性。
- FuelPHP是一个功能完备的PHP框架，为CodeIgniter的一个分支。
- Gliver是一个轻量级的MVC框架。
- Hazaar MVC是一个灵活的PHP 5.3框架。
- Jelix（页面存档备份，存于）是一个开源的MVC框架。
- Kohana是一个支持HMVC模式的PHP框架，为CodeIgniter一个分支。
- Krystal Framework（页面存档备份，存于）是一个轻量级的PHP框架，用以开发可维护的Web应用。
- Laravel是一个开源的PHP框架，它由Taylor Otwell开发，支持MVC模式。它配备有一个模块化软件包管理系统和专用依赖管理器。它提供多种访问关系数据库的方式，以及有助于应用部署和维护的实用程序。
- Lithium（页面存档备份，存于）是一个全栈PHP框架，支持PHP 5.3以上版本，支持MVC模式。
- Mako Framework（页面存档备份，存于）是一个轻量级的、易用的PHP框架。
- Morrow Framework（页面存档备份，存于）是一个MVC框架,使用Composer (软体)安装,能更有效率地进行Web开发。
- Nette是一个功能强大的MVC框架。
- Nova Framework（页面存档备份，存于）是一个简洁的MVC框架。
- OpulencePHP（页面存档备份，存于）是一个MVC模式的PHP框架，使用Composer (软体)安装。
- OrionPHP（页面存档备份，存于）是一个轻量级开源的PHP框架，简单易用。
- OuzoFramework（页面存档备份，存于）是一个轻量级的MVC框架。
- phpHelium是一个轻量级的PHP框架，可以很简单地安装，也支持拓展。
- PHPixie（页面存档备份，存于）是一个轻量级的PHP框架，具有高性能，易学习的特点。
- Pop PHP（页面存档备份，存于）是一个轻量级的，功能完备的PHP框架。
- RedCatPHP（页面存档备份，存于）是一个MVC模式的快速开发框架。
- Symfony是一款基于MVC架构的PHP框架。它是一款自由软件，在MIT License许可下发行。
- ThinkPHP是一个自由开源的，快速、简单的面向对象的 轻量级PHP开发框架,遵循Apache许可证开源协议发布。
- TomahawkPHP是一个全栈PHP框架，基于Symfony Component开发。
- TwistPHP（页面存档备份，存于）是一个PHP MVC开发框架。
- TYPO3 Flow是一个自由开源的PHP框架。它原本是TYPO3内容管理系统的底层框架,也可以用来开发大中型型Web应用。
- Windwalker（页面存档备份，存于）是一个RAD企业级开发框架,支持MVC模式及HHVM服务器，其 package 机制适合用来开发中大型企业Web应用。
- YeePHP（页面存档备份，存于）是一个简洁易用的PHP框架。
- Yii是一个快速、安全、高性能的PHP框架。
- Zeeye Framework是一个开源的、强大的PHP框架。
- Zend Framework是一种开源的, 面向对象的Web应用程序开发框架，在PHP5下运行，使用MVC软件架构，授权模式采用BSD许可证。